# Ronald L. Schwary
Ronald Louis Schwary est un producteur de cinéma et de télévision américain né le 23 mai 1944 à The Dalles (Oregon) et mort le 2 juillet 2020 à West Hollywood (Californie). Il a aussi réalisé divers épisodes de séries télévisées et été assistant réalisateur sur plusieurs films.

## Biographie
Ronald L. Schwary commence sa carrière dans l'industrie du cinéma comme assistant réalisateur pour diverses productions cinématographiques et télévisuelles dans les années 1970. À partir de 1976, il devient producteur associé. En 1980, il produit Des gens comme les autres de Robert Redford, son premier film indépendant qui reçoit l'année suivante l'Oscar du meilleur film.
Dans les années 2000, il est aussi producteur délégué de séries télévisées, notamment de Médium.

## Filmographie
Comme producteur
- 1999 : L'Ombre d'un soupçon de Sydney Pollack
- 1998 : Rencontre avec Joe Black de Martin Brest
- 1996 : Leçons de séduction de Barbra Streisand
- 1995 : Sabrina de Sydney Pollack
- 1994 : Les Nouveaux Associés de Michael Ritchie
- 1992 : Le Temps d'un week-end de Martin Brest
- 1990 : Havana de Sydney Pollack
- 1987 : Miracle sur la 8e rue de Matthew Robbins
- 1984 : A Soldier's Story de Norman Jewison
- 1982 : Tootsie de Sydney Pollack
- 1981 : Absence de malice de Sydney Pollack
- 1980 : Des gens comme les autres de Robert Redford
- 1979 : Le Cavalier électrique de Sydney Pollack
- 1978 : California Hôtel de Herbert Ross
- 1976 : Shadow of the Hawk de George McCowan et Daryl Duke

Comme assistant réalisateur
- 1978 : Casey's Shadow de Martin Ritt
- 1976 : Monsieur St. Ives de J. Lee Thompson
- 1976 : Shadow of the Hawk de George McCowan et Daryl Duke
- 1975 : Le Solitaire de Fort Humboldt de Tom Gries
- 1975 : L'Évadé de Tom Gries
- 1974 : Larry le dingue, Mary la garce de John Hough
- 1973 : Sauvez le tigre de John G. Avildsen

Comme acteur
- 1995 : Sabrina de Sydney Pollack : le Scheik
- 1994 : Les Nouveaux Associés de Michael Ritchie : le producteur
- 1987 : Miracle sur la 8e rue de Matthew Robbins : Louie
- 1982 : Tootsie de Sydney Pollack : Phil Weintraub
- 1978 : Le Chéri de ces dames de Robert Moore : le chauffeur de taxi
- 1978 : Casey's Shadow de Martin Ritt : le vendeur de tickets
- 1974 : Haute Tension de Robert Butler : Danny

## Distinctions
- Oscars 1981 : Oscar du meilleur film pour Des gens comme les autres
- Oscars 1985 : Nomination pour l'Oscar du meilleur film pour A Soldier's Story